# Conrad Helfrich

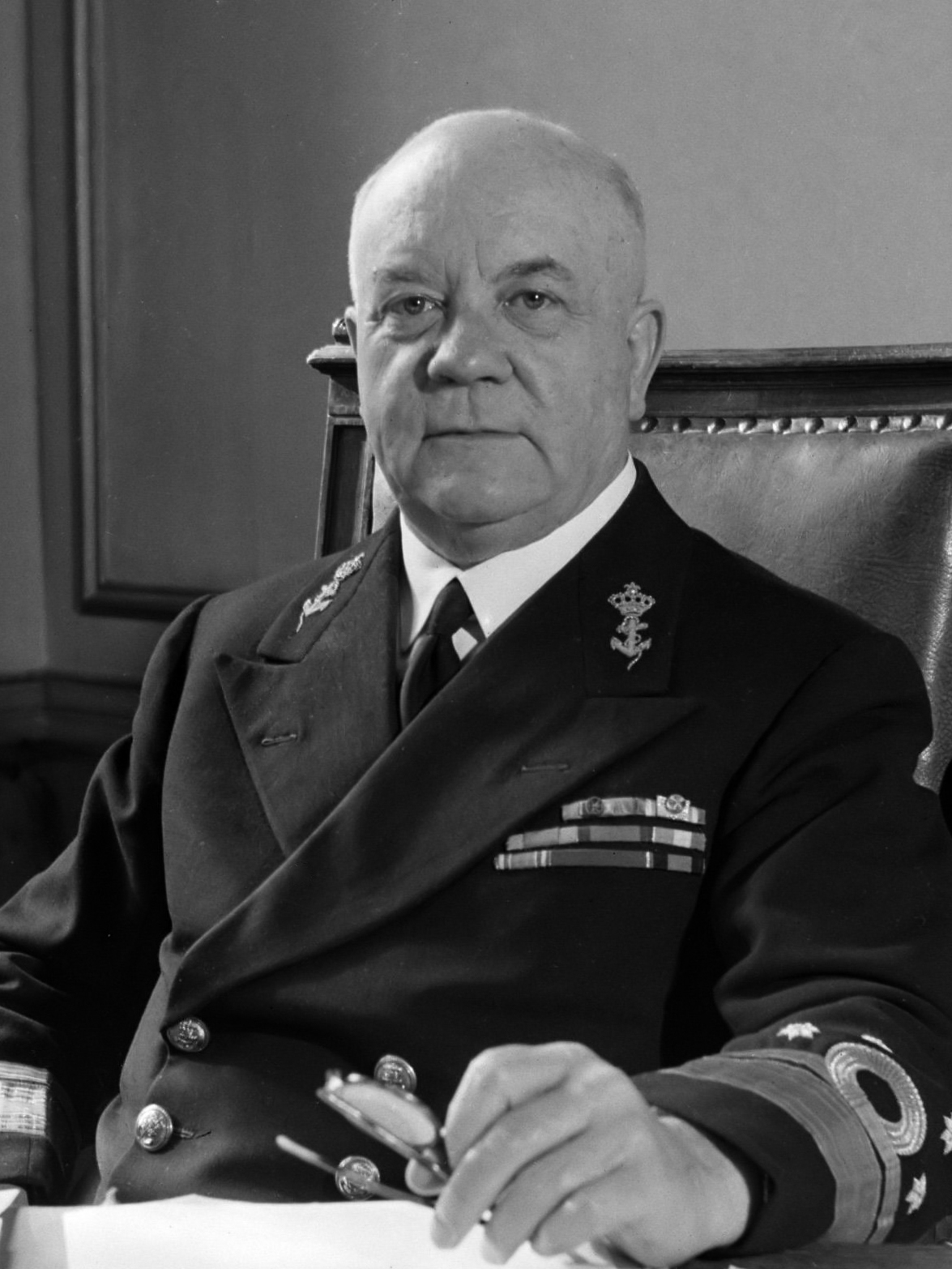
Admiral Helfrich (1946)

Conrad Emil Lambert Helfrich (* 11. Oktober 1886 in Semarang, Java, Niederländisch-Indien; † 20. September 1962 in Den Haag, Niederlande) war ein niederländischer Vizeadmiral der Königlichen Marine.

## Leben

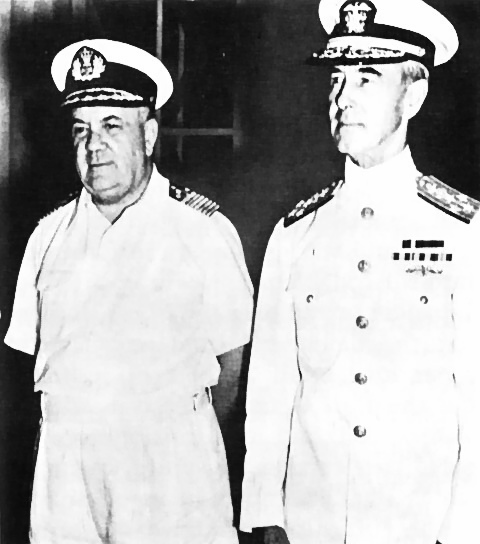
Conrad Helfrich (links) mit Admiral Thomas C. Hart

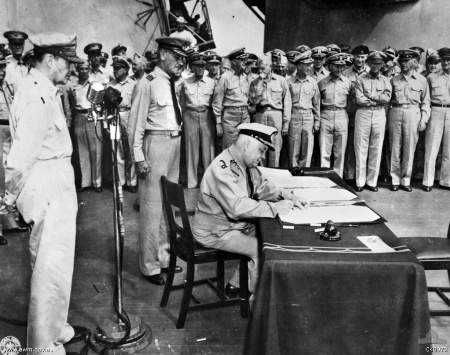
Conrad Helfrich bei der Unterzeichnung der japanischen Kapitulationsurkunde an Bord der USS Missouri

Als Sohn eines niederländischen Arztes der Koninklijk Nederlandsch-Indisch Leger (KNIL) und einer einheimischen Frau interessierte sich der junge Conrad Helfrich schon immer für die Marine und verließ mit 17 Jahren sein Elternhaus um sich in Den Helder an der Marineakademie zu verpflichten. Nach vier Jahren wurde er als Offizier vereidigt und nahm 1908 an der Bali-Expedition teil. Die weiteren Stationen seiner Karriere waren Einsätze auf unterschiedlichsten Kriegsschiffen, bevor er an der Militärhochschule studierte und kurz darauf selbst für drei Jahre als Dozent dort tätig wurde.
Im Jahr 1931 ernannte die Marineführung Conrad Helfrich zum Stabschef der Marine in Niederländisch-Indien und von 1935 bis 1937 kommandierte er die NEI-Schwadron. Danach ging er als Direktor zur höheren Marinekriegsschule und blieb dort für eineinhalb Jahre.
Im Oktober 1939 bekam Helfrich das Kommando über die kompletten Einheiten in Niederländisch-Ostindien und wurde am 31. August 1940 zum Vizeadmiral befördert. Zu dieser Zeit freundete er sich mit dem britischen Admiral Sir Geoffrey Leyton an, der für die Alliierten die China-Flotte führte. Zusammen mit ihm stellte Helfrich zu Beginn des Pazifikkriegs die ABDA-Flotte zusammen, die aus australischen, britischen, niederländischen und US-amerikanischen Schiffen bestand. Mit ihr wollte er die Japaner an ihrer verwundbarsten Stelle treffen. Am 12. Februar 1942 bekam Helfrich als Nachfolger von Admiral Thomas C. Hart (US Navy) das Flottenkommando übertragen.
Nachdem Geheimdienste Conrad Helfrich über die anrückenden japanischen Invasionsverbände informierten, die Kurs auf Java genommen hatten, stellte er am 21. Februar 1942 zwei Verteidigungsflotten zusammen. Eine hatte ihren Stützpunkt in Batavia im Hafen von Tandjong Priok, die zweite in Surabaya. Am 26. Februar lieferte die westliche Flotte sich unter Konteradmiral Karel Doorman mit den Japanern die Schlacht in der Javasee, in deren Folge fast die komplette ABDA-Flotte der Alliierten vernichtet wurde.
Conrad Helfrich verließ Niederländisch-Indien am 2. März in einer Catalina und flog nach Colombo auf Ceylon. Dort baute er schnellstmöglich ein neues Hauptquartier für die übrig gebliebenen Schiffe auf.
Als neuer Befehlshaber der Streitkräfte Ost hatte er Befehlsgewalt über die verbliebenen Land- und Seestreitkräfte, die sich noch im Fernen Osten den Expansionsbestrebungen der Japaner entgegensetzten. Diese Funktion erwies sich aber in seinen Augen als Abschiebung auf einen hohen Posten, die von den Amerikanern vorangetrieben worden war, da sie das Eingreifen der ABDA-Flotte und deren Verlust Helfrich anlasteten. Einen wirklichen Einfluss auf die taktische Vorgehensweise bei der Bekämpfung der Japaner hatte er nicht.
Nach Ende des Zweiten Weltkriegs übertrug ihm die niederländische Marine im August 1945 das Oberkommando über die komplette Flotte weltweit. Als niederländischer Vertreter nahm er am 2. September 1945 an der formellen Unterzeichnung der japanischen Kapitulation an Bord der Missouri in der Bucht von Tokio teil.
Vizeadmiral Helfrich trat am 1. Januar 1949 aus den Diensten der niederländischen Marine aus. 1950 veröffentlichte er seine Memoiren. Er verstarb am 20. September 1962 in Den Haag.

## Werke
- Memoires. Amsterdam: Elsevier, 1950